# Рюмина, Людмила Георгиевна
Людми́ла Гео́ргиевна Рю́мина (28 августа 1949, Воронеж — 31 августа 2017, Москва) — советская и российская певица, исполнительница русских народных песен. Народная артистка РСФСР (1991). Создатель и первый художественный руководитель «Московского культурного фольклорного центра под руководством Людмилы Рюминой» (1999—2017). Основатель и первый руководитель Московского государственного ансамбля «Русы».

## Биография

### Ранние годы и образование
Людмила Рюмина родилась 28 августа 1949 года в Воронеже. Детство и молодость провела в селе Вязовое Долгоруковского района Липецкой области, которое считала своей родиной. Окончив художественную школу, работала на комбинате художником-оформителем. Освоение этой специальности позже пригодилось певице для создания концертных костюмов. В 18 лет получила приглашение на работу в ансамбль «Воронежские девчата». С этого коллектива началось её становление в качестве певицы, исполнительницы народных песен.
Позже поступила в музыкальное училище имени Ипполитова-Иванова на курс заслуженной артистки России, лауреата Сталинской премии Валентины Ефремовны Клодниной. Через 3 года (вместо 4 положенных) окончила училище экстерном. Получив направление во фрязинскую музыкальную школу, следующие 2 года певица работала руководителем детского народного хора, затем стала солисткой Москонцерта. Параллельно она приняла решение продолжить музыкальное образование и в 1978 году поступила в Институт имени Гнесиных на кафедру народного пения к профессору, народной артистке Советского Союза, лауреату Государственной премии Нине Константиновне Мешко, данный институт она окончила в 1983 году. Будучи уже заслуженной артисткой, она пришла к выводу, что исполнение народной песни подразумевает ещё и действо, грамотную режиссёрскую и актёрскую подачу материала, и вскоре после этого поступила в ГИТИС на отделение «режиссура эстрады» к педагогу, народному артисту России Вячеславу Шалевичу.

### Творческая деятельность

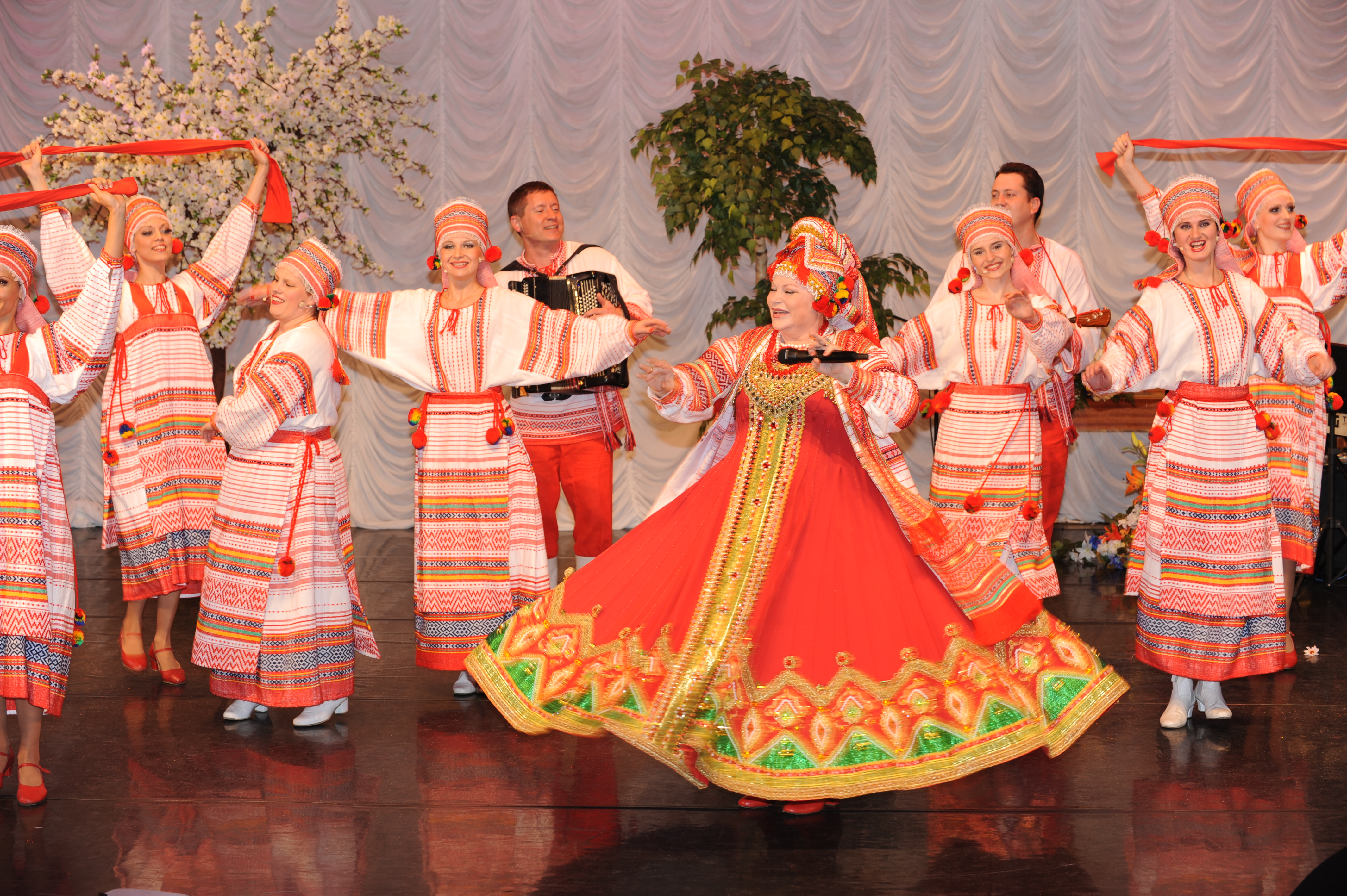
Людмила Рюмина

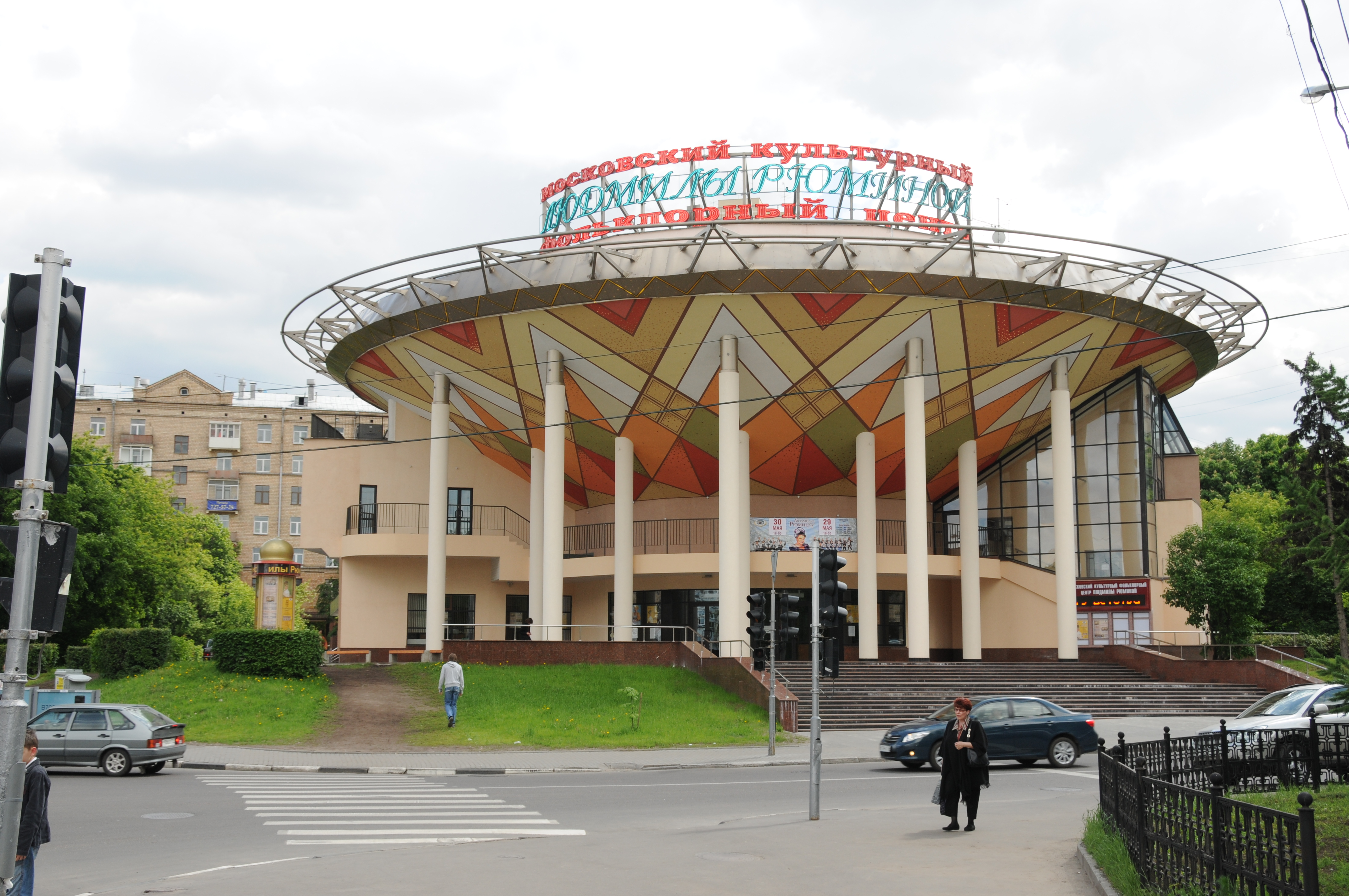
Здание Московского культурного фольклорного центра под руководством Людмилы Рюминой

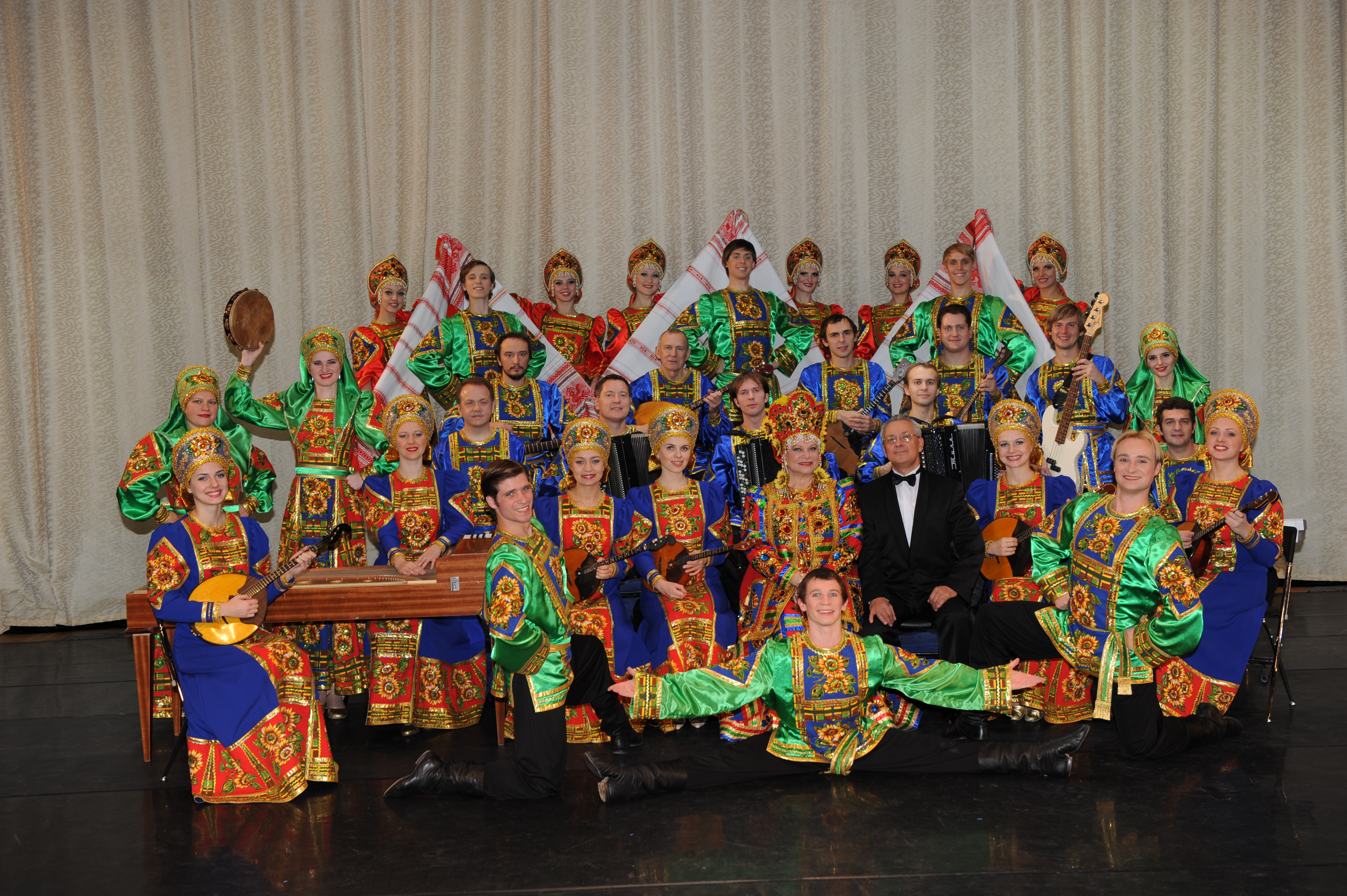
Коллектив Фольклорного центра под руководством Людмилы Рюминой

Владела не только народным, но и академическим голосом. Это дало ей возможность при исполнении песен делать вокализы в высокой тесситуре. Владея классической школой пения, исполняла также романсы, камерные и классические произведения, оперные арии. Много песен и композиций родилось в её сотрудничестве с известными поэтами и композиторами, такими как: Александра Пахмутова, Николай Добронравов, В. Титов, С. Берсенёв, В. Вовченко, Г. Георгиев, Евгений Птичкин, В. Бутенко, Арно Бабаджанян, Роберт Рождественский, М. Слуцкий, Владимир Мигуля, А. Ковалевский, Ю. Гарин, Михаил Ножкин, А. Севашова, Андрей Дементьев, Евгений Мартынов, В. Беляев, Марк Фрадкин и многие-многие другие. В 1982 и 1986 году она вышла в финал фестиваля «Песня года» с песнями «Цветы России» (муз. Евгения Птичкина — ст. Вениамина Бутенко, Песня-82) и «Красота твоя» (авторы те же, Песня-86), а в 1987 — «Ты всё молчишь» (муз. Евгения Птичкина — ст. Михаила Пляцковского).
Певица придавала большое значение пропаганде фольклорного искусства, воспитанию и обучению талантливой молодежи, работающей в жанре народной песни. Большое количество театрализованных представлений было проведено в Зале церковных соборов храма Христа Спасителя из цикла «Суждено России возродиться». В рамках этой программы состоялись концерты: «Ангелы летели над Россией», «Москва-Феникс-птица», «Во святой Руси», «Эх, масленица!», «Светлый праздник», «Лебедушка», «Чайка», «Вера, Надежда, Любовь», «Катюша». Людмила Рюмина работала над детскими театрализованными программами. Она являлась организатором Новогодних представлений в храме Христа Спасителя (2001—2002) и (2002—2003). 
4 июня 1999 года при поддержке мэра Москвы Юрия Лужкова и вице-мэра Валерия Шанцева Людмила Рюмина создала Московский культурный фольклорный центр, который разместился в бывшем кинотеатре «Украина». 22 декабря 2007 года состоялось открытие нового здания Фольклорного центра под руководством Людмилы Рюминой. Во время реконструкции здания коллективом во главе с Людмилой Рюминой была проделана большая творческая работа, которая выражалась в сольных программах, записи 16-ти альбомов Людмилы Рюминой, участии во многих правительственных и других важных мероприятиях. Уже в новом здании состоялось большое количество сольных программ: «Русачка», «Московская троечка», «Огонёк», «Славянская душа», «Светлый праздник», «Яблони в цвету», «В защиту детства и добра», «Любимая Россия», «Москва красавица», «Вера, Надежда, Любовь», «Школьные годы», «Палехские узоры» с 28 декабря 2007 года по 7 января 2008 года проведены детские Новогодние представления «Вот так Емеля!».

### Личная жизнь
Людмила Рюмина была замужем за водителем. Не имела детей. Причиной бездетности являлись последствия дорожно-транспортного происшествия, в которое певица попала в юности. По данному поводу Рюмина говорила, что её личная жизнь — «это и есть творчество».

### Смерть
Людмила Рюмина скончалась 31 августа 2017 года в 02:00 ночи в возрасте 68 лет в Боткинской больнице Москвы от онкологического заболевания. Прощание с певицей состоялось 4 сентября в Московском культурном фольклорном центре. Похоронена на Востряковском кладбище Москвы (уч. 102).

## Дискография
1. 1984 — «Олень — Золотые Рога»
2. 1989 — «Русские городские песни»
3. 1996 — «Деревенское танго»
4. 1996 — «Москва златоглавая»
5. 2003 — «Эх, Масленица»
6. 2003 — «Мама, мамочка, мамуля»
7. 2003 — «Деревенское танго»
8. 2003 — «Красный сарафан»
9. 2003 — «Соловьём залётным»
10. 2004 — «Любо!»
11. 2004 — «Живи, Россия»
12. 2004 — «Миленький ты мой»
13. 2005 — «Москва — Красавица»
14. 2005 — «С чего начинается Родина»
15. 2005 — «Нам нужна одна Победа!»
16. 2005 — «Цветы России»
17. 2005 — «Мой костёр»
18. 2005 — «Вечерний звон»
19. 2006 — «Славянская душа»
20. 2007 — «Белая сирень»

## Награды и почётные звания

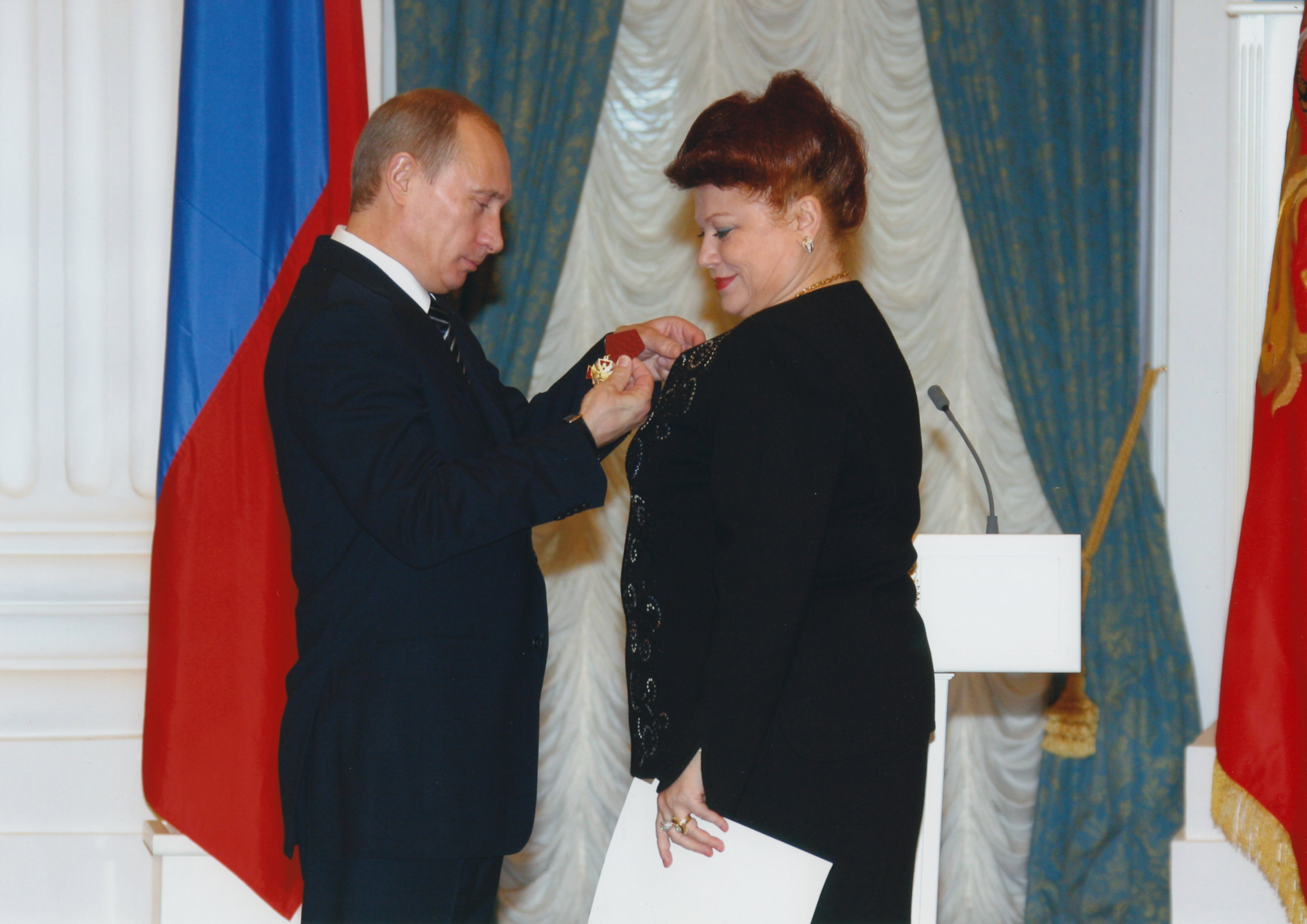
Президент РФ Владимир Путин вручает Людмиле Рюминой орден «За заслуги перед Отечеством» IV степени (2007)

- Лауреат III Московского молодёжного фестиваля русской народной и советской музыки (1975 год)
- Диплом лауреата XI Всемирного фестиваля молодёжи и студентов в Гаване (1978 год)
- Вторая премия VI Всесоюзного конкурса артистов эстрады в Ленинграде (1979 год)
- Премия Ленинского комсомола (1981 год) — за высокое исполнительское мастерство и пропаганду русской народной песни
- Почётное звание «Заслуженная артистка РСФСР» (19 декабря 1985 года) — за заслуги в области советского музыкального искусства[5]
- Почётное звание «Народная артистка РСФСР» (20 мая 1991 года) — за большие заслуги в области советского музыкального искусства[6]
- Памятный знак на «Площади звёзд» в городе Москве (16 октября 2000 года)[7]
- Орден Почёта (3 ноября 2000 года) — за большой вклад в развитие отечественного музыкального искусства[8]
- Лауреат международного конкурса «Пилар» (2002, 2004 годы)
- Благодарность Министра культуры Российской Федерации (26 ноября 2003 года) — за многолетний плодотворный труд и большой вклад в развитие музыкального искусства[9]
- Орден «Меценат» (2004 год)
- Орден «За возрождение России» (2004 год)
- Орден Петра Великого I степени (2004 год)
- Лауреат Государственной премии Центрального Федерального Округа Российской Федерации (2005 год)
- Орден «За заслуги перед Отечеством» IV степени (25 июля 2007 года) — за большой вклад в развитие музыкального искусства и популяризацию русского народного творчества[10].
- Почётная грамота Правительства Москвы (17 августа 2009 года) — за большие творческие достижения в развитии музыкального искусства и в связи с юбилеем[11]
- Орден Дружбы (25 октября 2014 года) — за заслуги в развитии отечественной культуры и искусства, телерадиовещания и многолетнюю плодотворную деятельность[12]